# 砂賀美希
砂賀 美希（すなが みき）はファッションモデル、女性起業家。
群馬県出身。元サトルジャパン所属、海外エージェンシー、フリーランスを経てNEPOEHT所属。
シンガポール、香港で活動後、2019年から拠点を東京に戻す。
オーガニックセラピストとして健康美関連の200人規模のイベントゲストや東京、香港でオーガニックワークショップなどを開催。
2018年、2020年に出産、二児の母。
1人目の産後に貧血、便秘、乳腺炎という三重苦を経験したことから、2023年「くすりのまえにできること」をコンセプトにした食養生ブランドUQURITO（ユクリト）を立ち上げる。

## 出演

### 雑誌
- marisol
- BAILA
- CREA
- 25ans
- 25ansウェディング
- ゼクシィ
- funride
- eclat
- mono-magazine
- ar
- ランニングスタイル
- からだにいいこと
- クロワッサン

### CM
- 資生堂「エリクシール・シュペリアル」
- 松下電器産業「IH給湯器&コンロ」
- 東京建物「東京建物　安心篇」
- 松下電器産業「IH給湯器、コンロ」
- KOSE「エスプリーク」
- 花王「ビオレフェイスケア」
- 映画「バブルへGO」
- Cathay Pacific
- LION Systema
- Kao Magiclean Fabric Freshner

### 広告
- ソニー「ハンディカム」
- ワコール「Remammma2013」
- マツダ「ビアンテ」
- 誠心」
- トヨタ「レクサス」
- マイクロソフト「Office2010」
- 花王「めぐリズム」
- マツダ「ビアンテ」
- 三越「京呉服均一会　訪問着」
- コカコーラ「からだ巡り茶」
- 富士フイルム「アスタリフトドリンク」
- 花王「アイマスク」
- ナリス化粧品
- DBS Bank
- Maxim restaurant